# Пежо тип 78
Пежо тип 78 (фр. Peugeot Type 78) је моторно возило произведено 1906. од стране француског произвођача аутомобила Пежо у њиховој фабрици у Оданкуру. У том раздобљу је укупно произведено 261 јединица.
Возило покреће двоцилиндрични четворотактни мотор постављен напред, а преко ланчаног склопа је пренет погон на задње точкове. Његова максимална снага била је 10 КС, а запремина 1817 cm³.
Постоје две варијанте 78 А и 78 Б са међуосовинским растојањем од 230 цм и размаком точкава 135 цм. Облик каросерије tonneau (слично отвореној кочији са коњском запрегом) и дупли фетон, са простором за четири особе.